# Argument hyperbolického kotangens

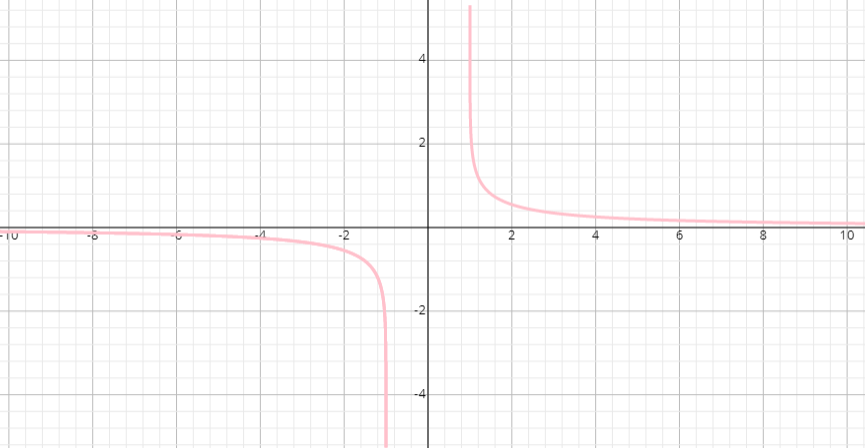
Graf funkce argument hyperbolického kotangens

Argument hyperbolického kotangens je hyperbolometrická funkce. Značí se {\displaystyle \operatorname {arcotanh} x} nebo {\displaystyle \operatorname {arcotgh} x}.

## Definice
Argument hyperbolického kotangens je definován jako funkce inverzní k hyperbolickému kotangens. Platí {\displaystyle \operatorname {arcotgh} x={\frac {1}{2}}\ln \left({\frac {x+1}{x-1}}\right)}.

## Vlastnosti
- Definiční obor funkce

{\displaystyle {R}\backslash \langle -1,1\rangle }
- Obor hodnot funkce

{\displaystyle {R}\backslash \{0\}}
- Argument hyperbolického kotangens je lichá funkce.

- Inverzní funkcí k argumentu hyperbolického kotangens je {\displaystyle \operatorname {cotgh} (x)}.

- Derivace:

{\displaystyle {\frac {d}{dx}}\operatorname {arcotgh} \,x={\frac {1}{1-x^{2}}}}
- Neurčitý integrál:

{\displaystyle \int \operatorname {arcotgh} \,x\mathrm {d} x=x\operatorname {arcotgh} \,x+{\frac {1}{2}}\ln(x^{2}-1)}
- Neomezená, klesající funkce ve všech intervalech, ve kterých je spojitá
- Neperiodická funkce

{\displaystyle \lim _{x\to -\infty }\operatorname {arcotgh} (x)\ =0}
{\displaystyle \lim _{x\to \infty }\operatorname {arcotgh} (x)\ =0}